# Феникс (Софокл)
«Феникс» (др.-греч. Φοῖνιξ) — трагедия древнегреческого драматурга Софокла (V век до н. э.) на тему мифов о Троянской войне. Её текст почти полностью утрачен.
Главный герой пьесы — сын царя Беотии Аминтора Феникс. По просьбе матери он соблазнил молодую рабыню, любовницу отца, и тот изгнал его за это. Феникс нашёл убежище у мирмидонян и стал воспитателем Ахилла.
Сохранились только два коротких отрывка из пьесы, каждый в одну строку. Один из отрывков («…Женщина, кормящаяся телом…») явно относится к любовнице Аминтора.
Один из источников цитирует пьесу Софокла «Долопы». Поскольку власть над племенем долопов Пелей передал именно Фениксу, существует предположение, что речь идёт о втором названии трагедии «Феникс».